# Los miserables (telenovela de 2014)
Los Miserables es una telenovela que se estrenó en Telemundo el 30 de septiembre de 2014 y concluyó el 24 de marzo de 2015. La telenovela es producida por Argos Comunicación y Telemundo Studios, distribuida por Telemundo Internacional y creada por la autora venezolana Valentina Párraga, basada en la novela francesa de 1862 Los Miserables escrita por Victor Hugo.
Está protagonizada por Aracely Arámbula como Lucía Durán — Una mujer perseguida por la ley pero inocente, que tiene que resistir, luchar y esconderse con tenacidad y astucia, hasta demostrar su integridad, junto a Erik Hayser, Aylín Mújica , Gabriel Porras y Marco Treviño, junto a Aarón Díaz como invitado especial.

## Sinopsis
“Los Miserables” es una historia de perseguidores y perseguidos, en la que todos los personajes van tejiendo nudos de suspenso, acción y muertes, en un mundo que los obligará a sacar las garras para poder defenderse de sus enemigos, aunque la lucha más dura le tocará justamente a Lucía "Lucha" Durán.
Lucía, es una mujer perseguida por la ley pero inocente, que tiene que resistir, luchar y ocultarse tenazmente y con astucia, hasta demostrar su integridad ante su perseguidor, Daniel Ponce, jefe de detectives del departamento de narcóticos, y quien es también el hombre al que ella ama.
Pese a todas las adversidades, la gran disyuntiva será saber si en realidad el amor, la fe y la justicia se lograrán anteponer, y vencer por encima de todo lo demás.

## Elenco
- Aracely Arámbula es Lucía "Lucha" Durán Monteagudo de Ponce
- Erik Hayser es Daniel Ponce
- Aylín Mújica es Liliana Durán Monteagudo "La Diabla"
- Gabriel Porras es Olegario Marrero "El Diablo" / Rafael Montes
- Aarón Díaz es César Mondragón Bianchi
- Marco Treviño es Ignacio Durán
- Julian Moreno es Julian Ferrera "el Hierro"

### Recurrente
- Alexandra de la Mora es Helena Durán Monteagudo de Riobueno
- Aldo Gallardo es Carlos Gallardo
- Diego Soldano es Pablo Riobueno
- Bianca Calderón es Deyanira Paredes
- Claudio Lafarga es Dr. Gonzalo Mallorca
- Estela Calderón es Déborah Echeverría viuda de Mondragón
- Thanya López es Marisela León
- Juan Martín Jáuregui es Evaristo Rodríguez
- Macarena Oz es Roxana Pérez / Roxana Ponce Durán "Roxanita"
- Gabo Anguiano es Guillermo Orlandes / Guillermo Ponce Durán "Memin"
- Luis Uribe es Genaro Cabello
- Verónica Terán es Sor Amparo Ponce
- Geraldine Zinat es Sor Milagros Barragán
- María Barbosa es Fernanda Monteagudo de Durán
- Gina Varela es Nancy
- Anastasia Acosta es Consuelo Durán Monteagudo
- Elsy Reyes es Nuria Pérez
- Manola Diez es Ivanna Echeverría
- Alex Camargo es Abel Durán Monteagudo
- Eva Daniela es Victoria "Vicky" Gordillo Durán
- Pia Watson es Adriana Palacios
- Dave Douglas es Octavio Mondragón Echeverría
- Rodrigo Vidal es Gastón Gordillo
- Javier Díaz Dueñas es Radamés Echeverría
- Alisa Vélez es Marina Valdés
- Ramón Medina es Roque Sarmiento